# Колотилов Микола Миколайович
Микола Миколайович Колотилов (партійні псевдоніми «Лапа», «Ніколай») (13 травня 1885, село Ріміха Шуйського повіту Владимирської губернії, тепер Івановської області, Російська Федерація — розстріляний 13 серпня 1937, місто Москва, тепер Російська Федерація) — радянський партійний діяч, відповідальний секретар Донського обласного, Іваново-Вознесенського губернського, Івановського Промислового обласного комітетів ВКП(б), голова Іваново-Вознесенського та Гомельського губвиконкомів. Член ВЦВК, ЦВК СРСР. Кандидат у члени ЦК ВКП(б) у 1923—1924 роках. Член ЦК ВКП(б) у 1924—1934 роках.

## Життєпис
Народився в селянській родині. З п'ятнадцятирічного віку працював слюсарем на текстильній фабриці Зубкова, потім на текстильній фабриці Полушина в Іваново-Вознесенську.
Член РСДРП з 1903 року.
У 1904 році — член Іваново-Вознесенського комітету РСДРП. 24 січня 1905 року заарештований, але незабаром звільнений і відправлений в Шую під особливий нагляд поліції, 23 листопада 1905 року справу було припинено. Учасник російської революції 1905—1907, разом із Михайлом Фрунзе організував бойову дружину в Іваново-Вознесенську. У 1905 року був одним із організаторів загального 72-денного страйку іваново-вознесенських робітників.
1 січня 1906 року знову заарештований, перебував у в'язниці, 7 лютого 1907 року втік. Після втечі під ім'ям В. Є. Ряпухіна переїхав спочатку в Брянськ, потім до Пермі. З вересня 1907 року вів партійну роботу в Пермі, обраний членом Пермського комітету РСДРП та організатором міського району.
Наприкінці лютого 1908 року одержав завдання Пермського комітету РСДРП(б) провести підготовку до Уральської обласної конференції партії, з цією метою 2 березня 1908 року виїхав з Пермі з вантажем нелегальної літератури, але був заарештований на станції Чусовська. 14 вересня 1909 року було засуджено до заслання на поселення з позбавленням станових прав. 20 серпня 1910 року засуджений в іншій справі до чотирьох років у виправно-арештантському відділенні, а потім до заслання в Якутську область. У 1913 році відправлений на заслання в Анцифіровську волость Єнісейської губернії. У лютому 1917 року амністований.
Після Лютневої революції 1917 року повернувся до Іваново-Вознесенська, працював секретарем Іваново-Вознесенського міського комітету РСДРП(б); учасник Жовтневої перевороту 1917 року.
У 1918 році — редактор газети «Рабочий край» в Іваново-Вознесенську. До вересня 1919 року — завідувач відділу виконавчого комітету Іваново-Вознесенської губернської ради.
У вересні 1919 — червні 1920 року — голова виконавчого комітету Іваново-Вознесенської губернської ради.
З 8 липня 1920 року — голова Гомельського губернського революційного комітету. У 1920 — червні 1921 роках — голова виконавчого комітету Гомельської губернської ради.
У серпні 1921 — серпні 1922 року — голова виконавчого комітету Іваново-Вознесенської губернської ради.
У жовтні 1922 — 1924 року — відповідальний секретар Донського обласного комітету РКП(б).
Одночасно, з 1922 по квітень 1925 року — член Південно-Східного бюро ЦК РКП(б) в Ростові-на-Дону.
У березні 1925 — 1929 року — відповідальний секретар Іваново-Вознесенського губернського комітету ВКП(б).
З січня по липень 1929 року — голова Організаційного бюро ЦК ВКП(б) по Івановській Промисловій області.
У липні 1929 — січні 1932 року — відповідальний (1-й) секретар Івановського Промислового обласного комітету ВКП(б).
У січні 1932 — березні 1937 року — член колегії Народного комісаріату освіти РРФСР, голова ЦК Профспілки працівників початкових і середніх шкіл РРФСР.
У 1936 році закінчив енергетичний факультет Московського інституту підвищення кваліфікації.
9 березня 1937 року заарештований органами НКВС. Засуджений Воєнною колегією Верховного суду СРСР 13 серпня 1937 року до страти, розстріляний того ж дня. Похований на Донському цвинтарі Москви.
28 січня 1956 року реабілітований, посмертно поновлений в партії.